# Gawroniec (Połczyn-Zdrój)
Gawroniec (deutsch Gersdorf) ist ein Dorf bei Połczyn-Zdrój (Bad Polzin) in der polnischen Woiwodschaft Westpommern.

## Geographische Lage
Das Dorf liegt in Hinterpommern, etwa 100 Kilometer östlich von Stettin und 21 Kilometer südöstlich von Świdwin (Schivelbein). Die Region gehört zur Landschaft der Pommerschen Schweiz.

## Geschichte

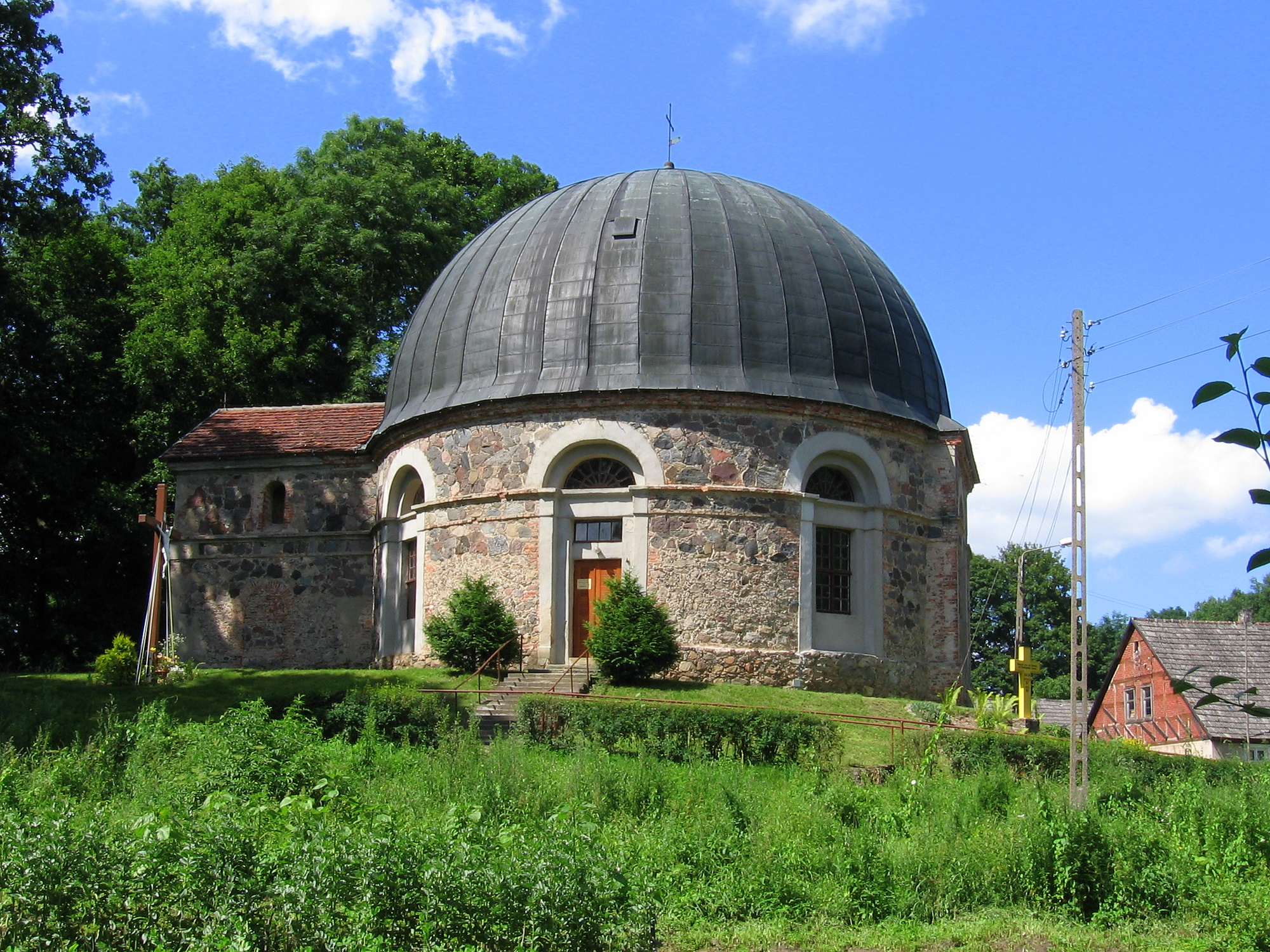
Kapelle von Gersdorf

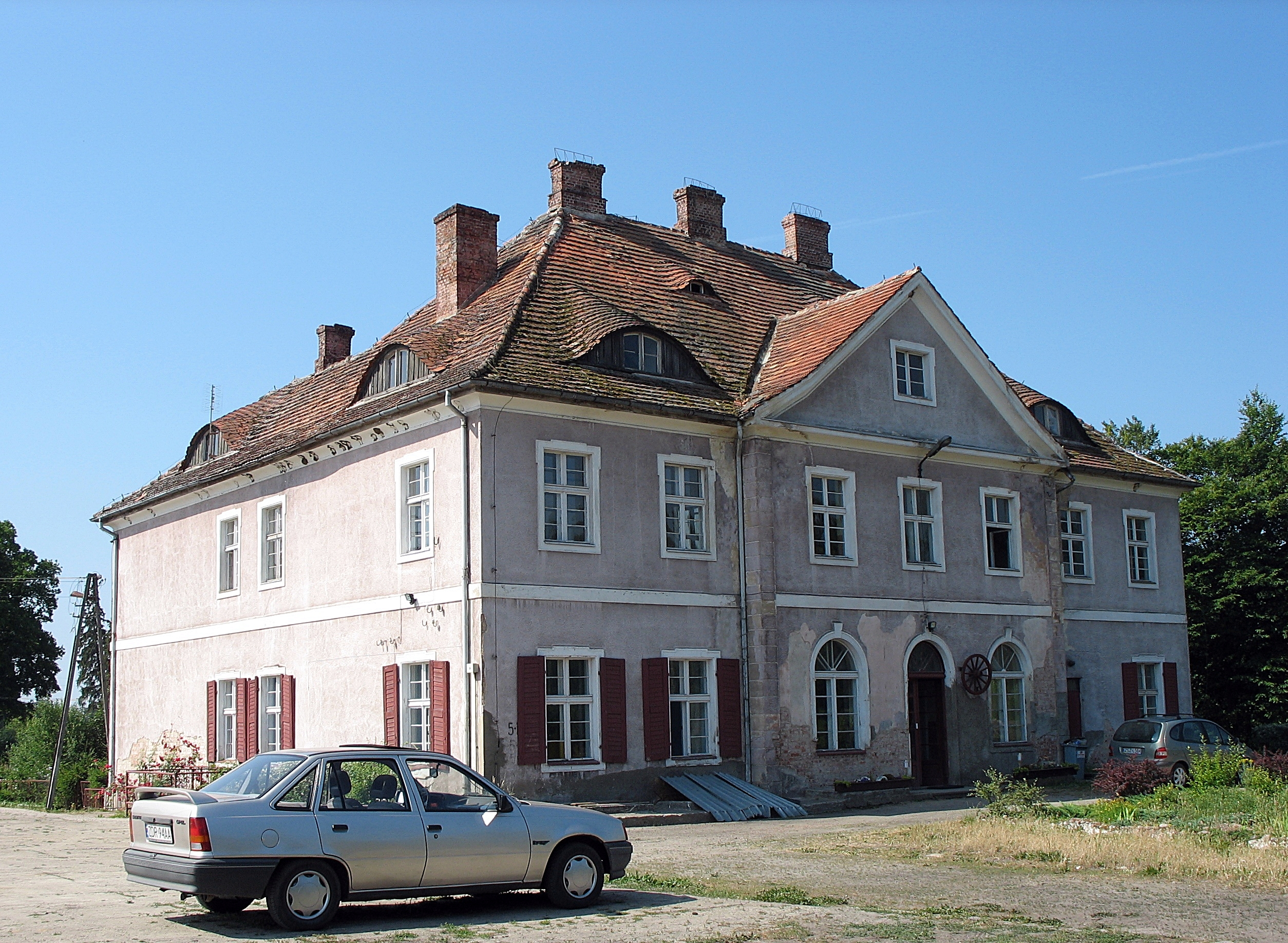
Ehemaliges Gutshaus (Aufnahme 2023)

Das alte Kirchdorf gehörte früher zum Rittergut Gersdorf. Auf der Gemarkung des Dorfs befanden sich ein Vorwerk und ein herrschaftliches Gutshaus. Im 19. Jahrhundert war das Gut im Besitz eines Zweigs der Familie Borcke gewesen. Bis zur Regulierung der grundherrlichen und bäuerlichen Verhältnisse Anfang des 19. Jahrhunderts hatte sich die Gerichtsbarkeit des Dorfs, das seinerzeit noch zur Provinz Neumark gehört hatte,  in den Händen des Gutsbesitzers befunden.
Um 1925 hatte Gersdorf elf Wohnstätten:
- Bahnhof Gersdorf
- Bärenwinkel
- Elksbruch
- Gersdorf
- Hedwigshof
- Marienfreude
- Mühle
- Neuhütten
- Obermühle
- Vorwerk Weißenbruch
- Weißenort

Gersdorf gehörte im Jahr 1945 zum Kreis Dramburg im Regierungsbezirk Köslin der preußischen Provinz Pommern des Deutschen Reichs. Gersdorf war dem Amtsbezirk Wusterwitz zugeordnet.
Gegen Ende des Zweiten Weltkriegs wurde die Region im Frühjahr 1945 von der Roten Armee erobert und besetzt. Kurz nach Kriegsende wurde die Region zusammen mit ganz Hinterpommern – militärische Sperrgebiete ausgenommen – seitens der sowjetischen Besatzungsmacht der Volksrepublik Polen zur Verwaltung überlassen. Es wanderten nun Polen zu. Gersdorf wurde unter dem Namen  „Gawroniec“ verwaltet. Die einheimische Bevölkerung wurde von der polnischen Administration  bis etwa 1947 aus Gersdorf vertrieben.

### Demographie
| Jahr | Einwohner | Anmerkungen            |
| ---- | --------- | ---------------------- |
| 1818 | 111       | Dorf, adlige Besitzung |
| 1852 | ca. 320   | [ 4 ]                  |
| 1925 | 384       | sämtlich Evangelische  |
| 1933 | 321       | [ 5 ]                  |
| 1939 | 329       | [ 5 ]                  |

## Kirchspiel
Das Kirchspiel war eine Filiale des Kirchspiels von Wusterwitz.

## Persönlichkeiten: Söhne und Töchter des Orts
- Georg Matthias von Borcke (1671–1740), Landrat des Kreises Dramburg und Kanzler der Neumark
- Friedrich Wilhelm von Borcke (1693–1769),  Geheimrat und Minister in Brandenburg-Preußen und in Hessen-Kassel
- Kaspar Wilhelm von Borcke (1704–1747), Staatsmann in preußischen Diensten und Literaturübersetzer
- Philipp August Wilhelm von Werther (1729–1802), preußischer Generalleutnant und Chef des Dragonerregiments Nr. 6
- Georg Ehrenreich von Werther (1742–1816), preußischer Generalmajor und Chef des Kürassierregiments Nr. 12
- Otto Dann (1937–2014), deutscher Historiker, Professor an der Universität zu Köln